# Salsa XO

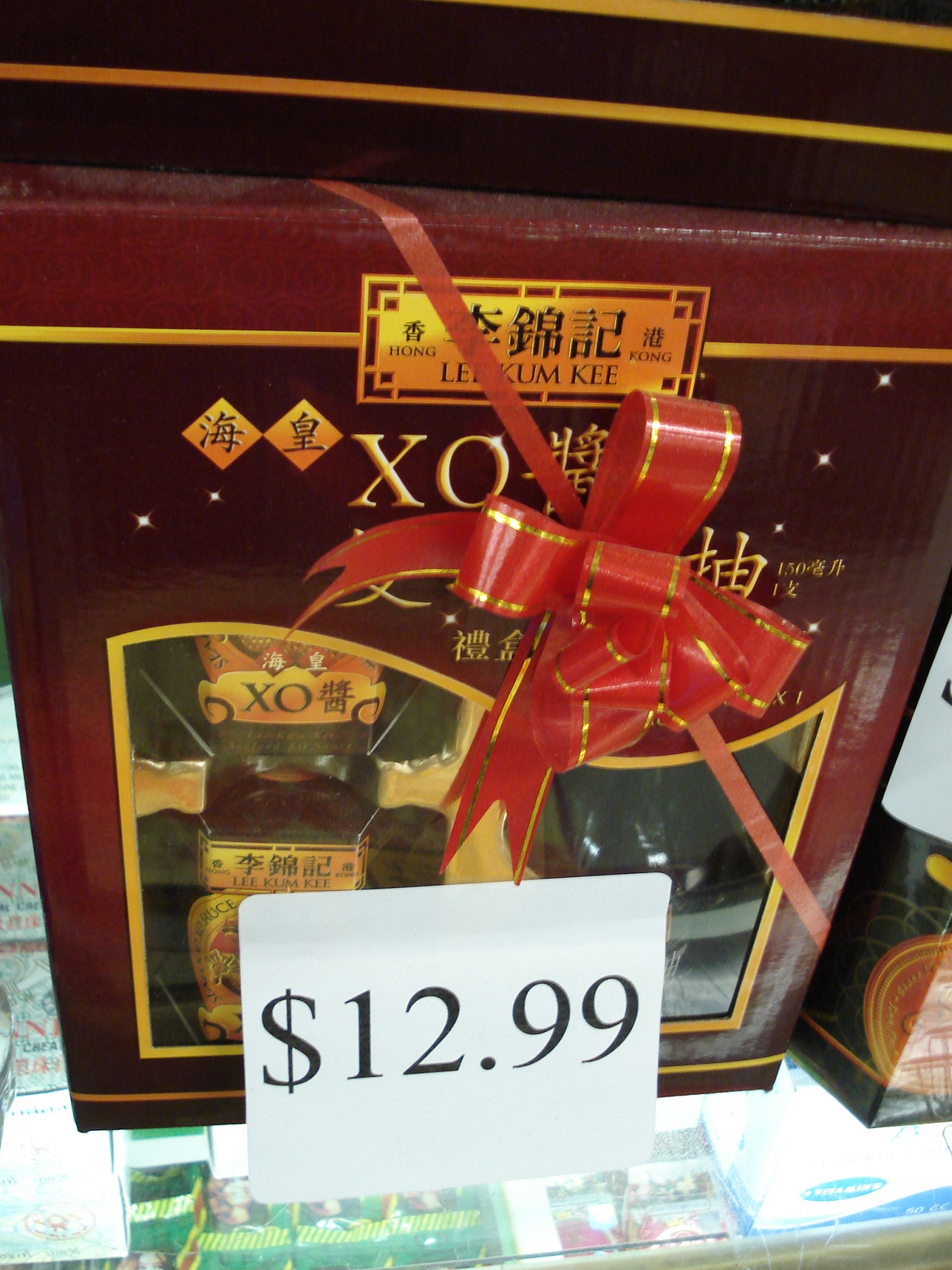
Salsa XO.

La salsa XO (en chino simplificado, XO酱; en chino tradicional, XO醬; pinyin, XO jiàng) es una especie de salsa de marisco, elaborada en Hong Kong (cocina cantonesa) en la década de 1980. La salsa se elabora con mariscos finamente cortados, tales como la vieira, el pescado en salazón y las gambas cocidos en salsas picantes, con cebollas, ajo y aceite. La salsa se puede encontrar en los restaurantes chinos así como en las tiendas de productos chinos, algunas de estas salsas han sido producidas por las compañía Lee Kum Kee y Amoy.

## Nombre
El nombre proviene del XO (extra-viejo) cognac, que curiosamente es un licor muy popular en Hong Kong y considerado como un símbolo de lujo. En adición el término "XO" es conocido en la cultura popular de Hong Kong para denotar alta calidad, prestigio, y lujo. La salsa XO por lo tanto tiene un claro significado para los habitantes de Hong Kong.